# Špilja hijena
Špilja hijena je špilja u britanskom prekomorskom teritoriju Gibraltaru. Dio je kompleksa Gorhamove špilje koji je nominiran za status UNESCO-ve svjetske baštine.

## Opis
Špilja hije a je jedna od četiri špilje koje zajedno čine kompleks Gorhamove špilje koji je nominiran da postane UNESCO-va svjetska baština, a ostale su Vanguard, Gorhamova i Bennettova špilja. Špilja hijena, kao i ostale tri u kompleksu, postupno je ispunjena pijeskom koji je tijekom tisuća godina upuhan kroz ulaz. Taj pijesak ostaje tamo gdje padne i s vremenom se nakuplja do nevjerojatnih dubina. U slučaju špilje Vanguard i Gorhamove špilje naslage su dublje od 17 metara. Pijesak bilježi okoliš od prije 15.000 do 55.000 godina kada je obala bila vrlo drugačija. U prošlosti je more bilo više od 4.5 km udaljeno od špilja, dok je sada vrlo blizu.